# Řád mercedariánských rytířů
Řád mercedariánských rytířů jinak též Královský, nebeský a vojenský řád Naší Milosrdné Paní a vysvobození zajatců (latinsky Ordo Beatæ Mariæ Virginis de Redemptione Captivorum, španělsky Orden Real, Celestial y Militar de Nuestra Señora de la Merced y la Redención de los Cautivos, či jen Orden de la Merced), zkráceně mercedariáni (v češtině rovněž nazýváni mercedáři), je katolický řád založený roku 1218 v Barceloně ve Španělsku.

## Historie
Zakladatelem byl sv. Petr Nolasco a vznik řádu byl schválen jak králem Jakubem I., tak i papežem Řehořem IX. v roce 1230. Cílem řádu bylo vysvobozovat zajatce z rukou Maurů. Řád byl organizačně rozdělen do dvou tříd – rytířské a duchovenské. Úkolem rytířů bylo bojovat proti Maurům, zatímco duchovní skládali kromě obvyklých tří věčných slibů ještě čtvrtý, a to že se v případě potřeba nechají vyměnit za zajatce a tedy sami zůstanou v zajetí.
Díky různým privilegiím se řád rozvíjel a mezi 13. až 17. stoletím osvobodil kolem 500 000 křesťanských zajatců. Postupem doby však převážila důležitost činnosti duchovních a roku 1317 papež Jan XXII. stanovil, že velmistrem řádu může být jen duchovní. To způsobilo, že řádoví rytíři přešli do Řádu rytířů z Montesy a mercedariánský řád přestal být rytířským řádem a stal se řádem čistě duchovním.
Dnes působí po celém světě a má přes 1500 členů, včetně ženské větve.